# Liste der Wegekreuze und Bildstöcke in Aachen

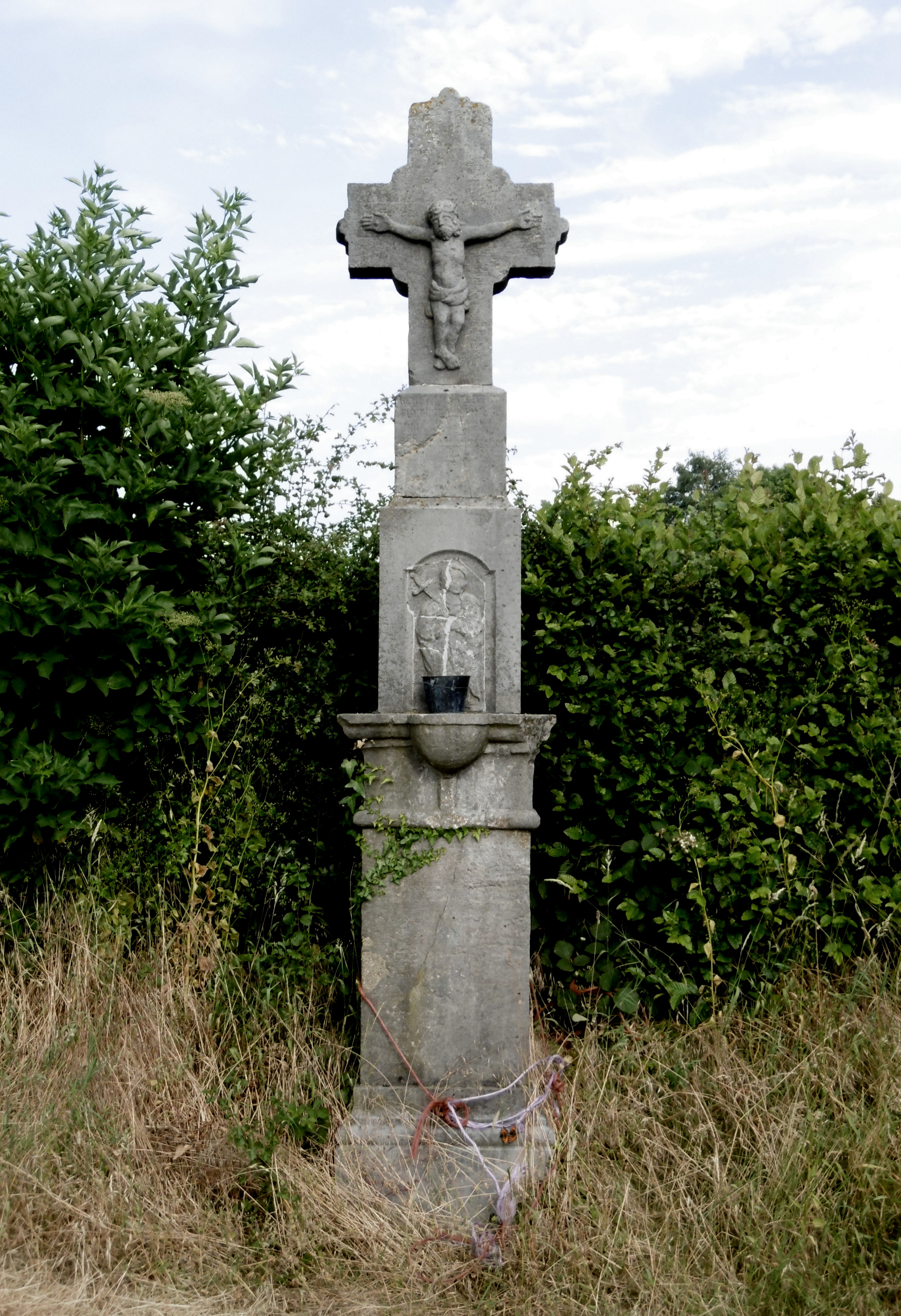
Wegekreuz an der Grünstraße 9, Aachen-Walheim

Die Liste der Wegekreuze und Bildstöcke in Aachen ist nach Stadtbezirken untergliedert.

## Liste
- Liste der Wegekreuze und Bildstöcke in Aachen-Brand
- Liste der Wegekreuze und Bildstöcke in Aachen-Eilendorf
- Liste der Wegekreuze und Bildstöcke in Aachen-Haaren
- Liste der Wegekreuze und Bildstöcke in Aachen-Mitte
- Liste der Wegekreuze und Bildstöcke in Aachen-Kornelimünster/Walheim
- Liste der Wegekreuze und Bildstöcke in Aachen-Laurensberg
- Liste der Wegekreuze und Bildstöcke in Aachen-Richterich